# هری گرب
هری گرب (انگلیسی: Harry Greb; ۶ ژوئن ۱۸۹۴ – ۲۲ اکتبر ۱۹۲۶) بوکسور اهل ایالات متحده آمریکا بود.